# Даниел Левиев
Даниел Моис Левиев е български политик.

## Биография
През 1963 г. завършва Софийския университет със специалност „Право“. От 1963 до 1990 г. е юрист в ТЕЦ „Марица Изток“ и „Главболгарстрой“.
През 1990 г. става главен секретар в Министерството на строителството, архитектурата и благоустройството, а през 1991 – заместник-министър на териториалното развитие и строителството.
В периода 1994-1995 е министър на териториалното развитие и строителството. След 1995 г. работи като адвокат.